# AG Draconis
AG Draconis (AG Dra / HIP 78512) es una estrella variable en la constelación de Draco de magnitud aparente +9,75.
Se encuentra muy alejada, a una distancia imprecisa de 2500 pársecs o 8150 años luz del sistema solar.

## Componentes
AG Draconis es una estrella simbiótica, una clase de estrellas muy escasa de la se conocen menos de 200 representantes.
Estas estrellas son binarias cuyas componentes —una gigante roja y normalmente una enana blanca— se hallan rodeadas por una nebulosidad que proviene de la estrella gigante.
La componente fría de AG Draconis es una gigante de tipo espectral K3III.
Tiene una luminosidad 2600 veces mayor que la del Sol y su radio es aproximadamente 38 veces más grande que el radio solar.
Se cree que su período de rotación es de 1160 días y no parece estar sincronizado con el período orbital.
Su masa puede ser un 50% mayor que la masa solar.
La componente caliente es una enana blanca con una masa inferior a 0,6 masas solares y un radio aproximadamente igual al 6% del radio solar.
La distancia entre las dos estrellas es de 1,7 UA y el período orbital del sistema es de 554 días.
La inclinación del plano orbital es pequeña —entre 30° y 45°— y de hecho la enana blanca no llega a ser eclipsada por la gigante.
AG Draconis evidencia una metalicidad muy baja ([Fe/H] = -1,3), equivalente a sólo el 5% de la solar.
Esto, unido a su alta velocidad espacial —148 km/s— así como a su latitud galáctica, hace que sea considerada una estrella de halo.

## Variabilidad
El análisis la curva de luz histórica de AG Draconis, disponible desde 1890, permite observar que durante los 31 primeros años el brillo de la estrella no sufrió fluctuaciones de más de 0,1 magnitudes.
Alrededor del año 1922, su brillo en quiescencia aumentó 0,29 magnitudes, comenzando una serie de oscilaciones con una amplitud de 1 - 2 magnitudes y una duración típica de 100 a 200 días.
Los estallidos se agrupan en seis densos conjuntos, cada uno de ellos de unos 1500 días de duración, bien separados entre sí con una periodicidad de casi 5300 días.
Durante los estallidos, el brillo se multiplica «sólo» por cinco, probablemente debido a la ausencia de elementos pesados.
En otoño de 2007 el brillo de AG Draconis aumentó hasta magnitud +8,98 durante un estallido.
Se piensa que los estallidos del sistema son provocados por transferencia de masa desde la atmósfera de la gigante al entorno de la enana blanca. La modulación en la transferencia de masa del sistema es un efecto combinado de un campo magnético dipolar de la gigante y de las mareas inducidas en su atmósfera por su compacta compañera.
Por otra parte, las pulsaciones de la gigante provocan la eyección de envolturas de polvo. Las colisiones de estas envolturas con el viento estelar de la acompañante caliente dan lugar a los sucesivos picos durante las fases activas. Esto se relaciona con la composición del gas y polvo de la nebulosa de choque.
Los análisis revelan empobrecimiento de carbono, oxígeno, nitrógeno y magnesio, concretamente el carbono se halla empobrecido en un factor de diez.
Estos elementos son atrapados en granos de polvo (silicatos y grafito) y/o moléculas diatómicas como CO, CN o CS.
Por último, cabe reseñar que AG Draconis es la estrella simbiótica más brillante en la región de rayos X.
Es, además, prototipo de las «fuentes de rayos X súper-blandos».